# Línguas de Cabo Verde
Cabo Verde tem o português como língua oficial, que é usada em toda a documentação oficial e administrativa. É também a língua das rádios e televisões e, principalmente, é a língua da educação escolar.
Porém, nas restantes situações de comunicação principalmente a fala oral entre os habitantes do arquipélago, é feito em crioulo cabo-verdiano (que é a língua quotidiana). Este crioulo é dividido em dois dialetos com algumas variantes em pronúncias e vocabulários: os das ilhas de Barlavento, ao norte, e os das ilhas de Sotavento, ao sul. Apesar do crioulo ser a língua do quotidiano, quase todos os cabo-verdianos também falam o português fluentemente.

## Língua portuguesa
A história da língua portuguesa em Cabo Verde teve início com a chegada dos primeiros colonos portugueses que ocorreu no ano de 1460 naquele arquipélago que até então era despovoado, que com eles levaram também a língua portuguesa, hoje oficial no país.
Porém, no quadro colonial, onde teoricamente o português deveria ter sido a língua veicular, paradoxalmente, o crioulo foi usado como língua de ensino (catequização de escravos), pelas próprias instituições religiosas portuguesas. De onde se conclui a sua importância, desde muito cedo, no arquipélago de Cabo Verde. Atualmente, Cabo Verde está inserido na comunidade de língua portuguesa, obviamente o país fez uma opção clara de união e de estreitamento de relações entre falantes de português.
Enquanto que o crioulo cabo-verdiano é a língua materna de quase toda a população, o português é a língua oficial. O crioulo é, portanto, usado coloquialmente, no dia a dia, enquanto que o português é usado em situações oficiais, no ensino, nos meios de comunicação social, etc. O português e o crioulo vivem uma situação de diglossia.
Para o Estado cabo-verdiano e para quem está fora de Cabo Verde, a língua nacional é a língua portuguesa. É a que torna o país integrante da comunidade lusófona. É a que escreve a história do país, a literatura, o cinema, o hino nacional cantado pela população.

## Crioulo cabo-verdiano
O Cabo-verdiano ou Kriolu/Kriol é uma língua crioula de base portuguesa que se originou algumas décadas depois do início da ocupação do arquipélago de Cabo Verde, nomeadamente das ilhas de Santiago e do Fogo, em 1462. É denominado de crioulo por dois motivos, uma de carácter histórico e outra de carácter linguístico. Durante o século XVI, usava-se a palavra crioulo (originalmente, “pequena cria”) para designar os escravos que se criavam nas terras invadidas e ocupadas pelos portugueses. O termo estendeu-se, posteriormente, a todos os “naturais” dessas terras, nelas nascidos, e, finalmente, passou a designar também as línguas por eles faladas.
Este crioulo foi o polo fulcral de união de todos os cabo-verdianos, esta língua é o resultado do cruzamento do português com as línguas das costas da Guiné. O cabo-verdiano foi desde cedo uma língua franca já que, desde o século XVI se difundia na costa africana onde era comercializado vários produtos.
Atualmente, o cabo-verdiano é na prática a língua nacional de Cabo Verde. Ela é dividida em nove variantes de crioulos de base portuguesa (são dividido em grupos, o de Sotavento, falado nas ilhas de Santiago, Maio, Fogo, Brava; e o de Barlavento falado nas ilhas de Santo Antão, São Vicente, São Nicolau, Sal, e Boa Vista), que são as línguas maternas dos habitantes das nove ilhas que formam o país, independente desde 1975.
Devido as diferenças entre as variedades dentro das ilhas tem se encontrado um grande obstáculo no caminho da padronização da língua. Algumas pessoas têm defendido o desenvolvimento de dois padrões: um para as variedades de Barlavento, o padrão do Norte, centrado no crioulo de São Vicente, e um para as variedades de Sotavento, o padrão do Sul, centrado no crioulo de Santiago. Manuel Veiga, um linguista e ministro da Cultura de Cabo Verde, é a favor da oficialização e padronização do Kriolu.
Atualmente discute-se a sua adoção como segunda língua oficial, ao lado do português. Recentemente uma intervenção feita pelo Ministro da Cultura de Cabo Verde, Mário Lúcio de Sousa, no Parlamento cabo-verdiano apontava a necessidade “de oficializar a língua cabo-verdiana como prevê a Constituição em paridade com o português”.

## Outras Línguas
Em Cabo Verde também são faladas outras línguas como o francês e o inglês que são lecionadas no ensino secundário. Existe também no país uma comunidade de imigrantes senegaleses, especialmente na ilha do Sal, que fala a língua francesa. Nos últimos anos, formou-se, principalmente na cidade da Praia, uma comunidade de imigrantes nigerianos que fala a língua inglesa.